# Microbiston phaeothorax
Microbiston phaeothorax là một loài bướm đêm trong họ Geometridae.